# Jorge Mario Andreau
Jorge Mario Andreau (h) (Corrientes, 10 de junio de 1978) es un doctor en Neurociencias y divulgador científico argentino, docente de Neurociencias de las carreras de Psicología en la Argentina. Actualmente se desempeña como Director del Instituto de Investigación de la Facultad de Psicología y Psicopedagogía de la Universidad del Salvador. Fruto de su labor, han surgido grupos de divulgación como Neurotransmitiendo.[¿dónde?][¿quién?]

## Biografía
Jorge Mario Andreau es bisnieto de Ricardo Andreau, quien fuera decimosegundo Gobernador del Territorio Nacional del Chaco. Es psicólogo graduado de la Universidad de Buenos Aires y Máster y Doctor en neurociencias graduado de la Universidad de Kioto.

## Publicaciones destacadas
- Bruno, N. M., Embon, I., Rivera, M. N. D., Giménez, L., D'Amelio, T. A., Batán, S. T., ... & ANDREAU, J.M. (2020). Faster might not be better: Pictures may not elicit a stronger unconscious priming effect than words when modulated by semantic similarity. Consciousness and Cognition, 81, 102932.
- ANDREAU, J.M, Idesis, S. A., & Iorio, A. A. (2020). Unraveling the Electrophysiological Activity Behind Recognition Memory. Journal of Psychophysiology.
- ANDREAU, J.M., Torres Batán, S., Iorio, A.A. (2019). The time course of active associative pictorial memory retrieval. An exploratory event-related potential study. Psychology & Neuroscience, 13(1), 32–50.
- ANDREAU, J.M., Torres Batán, S. (2019). Exploring lateralization during memory through hemispheric pre-activation: differences based on the stimulus type. Laterality: Asymmetries of Body, Brain and Cognition, 24(4), 393-416.
- Funahashi, S., ANDREAU, J.M. (2013) “Prefrontal cortex and neural mechanisms of executive functions”. Journal of Physiology-Paris. 107(6):471-82.
- ANDREAU, J.M., Funahashi, S. (2011) “Primate prefrontal neurons encode the association of paired visual stimuli during the pair-association task.” Brain and Cognition. 76(1): 58-69.

## Libros
- ANDREAU, J.M. (2019) “Neurociencias y Psicología: Aproximaciones hacia una ciencia de la mente”. Ediciones Universidad del Salvador. ISBN 978-950-592-252-9.